# Jacob Zachar
Jacob Zachar (Chicago, 16 maggio 1986) è un attore statunitense.
È conosciuto principalmente per il ruolo di Rusty Cartwright nel telefilm americano Greek - La confraternita.

## Biografia
Jacob Zachar è cresciuto a Chicago, città in cui si afferma come membro di un gruppo metal locale, i Megaband.

## Carriera
Dopo un breve passaggio in teatro, debutta sul grande schermo nel 2006, con un piccolo ruolo in Little Big Top dove interpreta il ruolo di Ernest. La sua carriera continua con il cortometraggio Bodega, dove ha il ruolo di un cassiere, e appare poi in Drunkboat, al fianco di attori affermati come John Malkovich, John Goodman e Dana Delany.

## Filmografia parziale

### Cinema
- Arkansas, regia di Clark Duke (2020)

### Televisione
- Greek - La confraternita (Greek) – serie TV, 74 episodi (2007-2011)
- NCIS - Unità anticrimine (NCIS) – serie TV, episodio 16x16 (2019)